# Chen Cheng (dynastie Song du Nord)
Pour les articles homonymes, voir Chen.
Chen Cheng 陈承 est un expert en pharmaceutique de la dynastie des Song du Nord (960-1127) qui compila une pharmacopée aujourd'hui perdue, la Bencao bie shuo 本草别说.

## Biographie
Chen Cheng est originaire de Langzhong 阆中, de nos jours dans le Sichuan 四川,. Sa famille fournit des généraux et des ministres depuis  des générations « En quatre générations, six lords ». Son arrière-grand-père était Chen Yaozuo 陈尧佐, est un célèbre ministre du début des Song[réf. nécessaire].
Après la mort de son père, il alla avec sa mère à Yu hang dans le Zhejiang 浙江. Il est réputé pour sa piété filiale, il ne recevait pas de visiteurs et il pratiquait le végétarisme. En son temps, une maladie inconnue apparut, mettant en échec de nombreux médecins. Chen Cheng pratique alors un diagnostic soigneux par les pouls, et explique la médication spécifique à prendre, obtenant des succès « dans tous les cas » selon ses contemporains faisant l'éloge de l'étendue de son savoir et de sa sagesse.

## Travaux
Il participa à la compilation d’un ouvrage de prescriptions médicales Hé jì jú fāng 和剂局方 « Prescriptions du bureau Heji » en 1110.
Chen Cheng regrette que les ouvrages de pharmacopée ou ben cao se présentent en deux types séparés d'ouvrages : les ben cao monographies non illustrées de plantes et remèdes et les ben cao recueils d'illustrations brièvement annotées. En 1092, il compile le Jiayou bencao de 1061 et le bencao tujing de 1062 en un ouvrage unique intitulé Zhòng guǎng bǔ zhù shénnóng běncǎo bìng tú jīng 重广补注神农本草并图经 « La Shennong bencao et le classique illustré plusieurs fois étendus, supplémentés et annotés » dont le titre abrégé est Bencao bie shuo 本草别说, qui se traduit en Notes personnelles de matières médicales. Il compose ainsi, pour la première fois en un seul livre, des monographies de plantes médicinales avec des illustrations appropriées, facilitant l'utilisation pratique de la littérature ben cao en y ajoutant ses propres nouveautés et commentaires.
Cette pharmacopée est aujourd’hui perdue. Des extraits du texte demeurent dans des citations d'autres pharmacopées, comme la Zheng lei bencao de Tang Shenwei, et la Bencao gangmu (1593) de Li Shizhen.